# ماريهامن

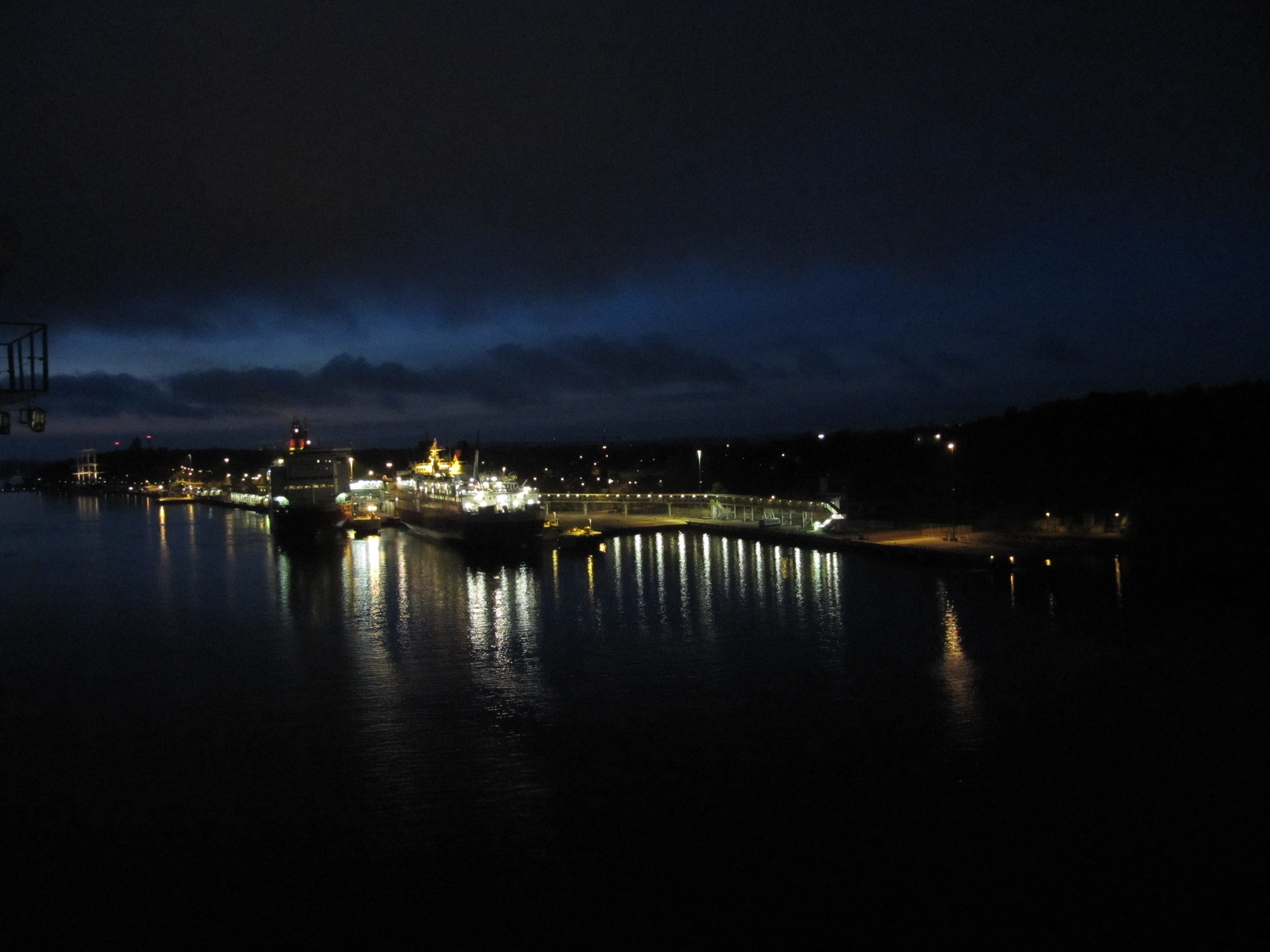
ماريهامن

ماريهامن هي عاصمة جزر أولان الواقعة في بحر البلطيق وإحدى أقاليم فنلندا وتتمتع بالحكم الذاتي.

القنصلية السويدية

## المناخ
يظهر الجدول التالي التغييرات المناخية على مدار السنة لماريهامن:
| البيانات المناخية لـماريهامن      | البيانات المناخية لـماريهامن | البيانات المناخية لـماريهامن | البيانات المناخية لـماريهامن | البيانات المناخية لـماريهامن | البيانات المناخية لـماريهامن | البيانات المناخية لـماريهامن | البيانات المناخية لـماريهامن | البيانات المناخية لـماريهامن | البيانات المناخية لـماريهامن | البيانات المناخية لـماريهامن | البيانات المناخية لـماريهامن | البيانات المناخية لـماريهامن | البيانات المناخية لـماريهامن |
| الشهر                             | يناير                        | فبراير                       | مارس                         | أبريل                        | مايو                         | يونيو                        | يوليو                        | أغسطس                        | سبتمبر                       | أكتوبر                       | نوفمبر                       | ديسمبر                       | المعدل السنوي                |
| --------------------------------- | ---------------------------- | ---------------------------- | ---------------------------- | ---------------------------- | ---------------------------- | ---------------------------- | ---------------------------- | ---------------------------- | ---------------------------- | ---------------------------- | ---------------------------- | ---------------------------- | ---------------------------- |
| الدرجة القصوى °م (°ف)             | 10.9 (51.6)                  | 10.5 (50.9)                  | 15.4 (59.7)                  | 21.1 (70.0)                  | 26.7 (80.1)                  | 29.4 (84.9)                  | 29.9 (85.8)                  | 30.7 (87.3)                  | 24.8 (76.6)                  | 19.0 (66.2)                  | 14.1 (57.4)                  | 10.1 (50.2)                  | 30.7 (87.3)                  |
| متوسط درجة الحرارة الكبرى °م (°ف) | 0.3 (32.5)                   | −0.3 (31.5)                  | 2.3 (36.1)                   | 7.4 (45.3)                   | 13.3 (55.9)                  | 17.2 (63.0)                  | 20.4 (68.7)                  | 19.4 (66.9)                  | 14.7 (58.5)                  | 9.5 (49.1)                   | 4.6 (40.3)                   | 1.7 (35.1)                   | 9.3 (48.7)                   |
| المتوسط اليومي °م (°ف)            | −2.5 (27.5)                  | −3.5 (25.7)                  | −0.9 (30.4)                  | 3.5 (38.3)                   | 8.5 (47.3)                   | 12.8 (55.0)                  | 16.2 (61.2)                  | 15.3 (59.5)                  | 10.9 (51.6)                  | 6.5 (43.7)                   | 2.2 (36.0)                   | −1.0 (30.2)                  | 5.7 (42.3)                   |
| متوسط درجة الحرارة الصغرى °م (°ف) | −5.3 (22.5)                  | −6.6 (20.1)                  | −4.1 (24.6)                  | −0.5 (31.1)                  | 3.7 (38.7)                   | 8.2 (46.8)                   | 11.8 (53.2)                  | 11.1 (52.0)                  | 7.1 (44.8)                   | 3.5 (38.3)                   | −0.2 (31.6)                  | −3.7 (25.3)                  | 2.1 (35.8)                   |
| أدنى درجة حرارة °م (°ف)           | −32.3 (−26.1)                | −32.9 (−27.2)                | −25.0 (−13.0)                | −18.9 (−2.0)                 | −6.5 (20.3)                  | −2.2 (28.0)                  | 1.2 (34.2)                   | 0.5 (32.9)                   | −6.7 (19.9)                  | −11.8 (10.8)                 | −20.0 (−4.0)                 | −28.9 (−20.0)                | −32.9 (−27.2)                |
| الهطول مم (إنش)                   | 49.7 (1.96)                  | 31.4 (1.24)                  | 33.4 (1.31)                  | 28.6 (1.13)                  | 33.4 (1.31)                  | 52.3 (2.06)                  | 55.6 (2.19)                  | 75.1 (2.96)                  | 60.0 (2.36)                  | 68.1 (2.68)                  | 66.5 (2.62)                  | 56.5 (2.22)                  | 610.5 (24.04)                |
| المصدر #1: Météo Climat           |                              |                              |                              |                              |                              |                              |                              |                              |                              |                              |                              |                              |                              |
| المصدر #2: Météo Climat           |                              |                              |                              |                              |                              |                              |                              |                              |                              |                              |                              |                              |                              |

## توأمة
لماريهامن اتفاقيات توأمة مع كل من:
- كوبافوغور
- كراغرو
- كوريساري
- لومونوسوف
- سلاغيلس [الإنجليزية]‏
- توشهافن
- فالكياكوسكي
- Region Gotland [الإنجليزية]‏

## أعلام
- جويل ماتسون
- أندرس أريكسون
- هنريك كلينغينبيرغ
- تومي ويرتانين
- غوستاف إريكسون